# Президентские выборы в Ирландии (1938)
Президентские выборы в Ирландии 1938 года были первыми выборами Президента Ирландии, состоявшимися после принятия новой республиканской конституции. После переговоров между Фианна Файл и Фине Гэл был выдвинут на президентство Дуглас Хайд, претендент от Фине Гэл и основатель Гэльской лиги, бывший сенатор. Как единственный президент он вступил в должность без проведения голосования (долгие попытки Алфи Бёрна номинироваться провалились из-за отсутствия достаточной поддержки).
Инаугурация состоялась 25 июня 1938 года.